# Su Tseng-chang
Su Tseng-chang (chinês: 蘇貞昌; pinyin: Sū Zhēnchāng; Pe̍h-ōe-jī: So͘ Cheng-chhiong; Condado de Pingtung, 28 de julho de 1947) é um político que foi Primeiro-ministro da República da China (Taiwan) de 11 de janeiro de 2019 a 31 de janeiro de 2023.
Su foi Primeiro-ministro da República da China de 2006 a 2007 e Chefe da Equipe do Presidente Chen Shui-bian em 2004. Foi Presidente do Partido Democrático Progressista em 2005 e de 2012 a 2014.